# Pissboiler
Pissboiler ist eine 2014 gegründete schwedische Extreme-Doom-Band deren Musik dem Sludge und Funeral Doom zugerechnet wird.

## Geschichte
Die 2014 von Karl Jonas Wijk gegründete Band Pissboiler machte bereits ein Jahr nach der Bandgründung durch das Demo Demo 1 international auf sich aufmerksam. Die von Wijk mit Victor Lantz Graffman und wechselnden Gitarristen geführte Band debütierte nach kleineren Veröffentlichungen 2017 mit In the Lair of Lucid Nightmares über Third I Rex. Ein Jahr später erschien mit Att med kniv ta en kristens liv über Weird Truth Productions eine EP.

## Stil
Die von Pissboiler gespielte Musik nähert sich dem Funeral Doom und Drone Doom aus dem Sludge an. Das instrumentale Spiel ist minimalistisch und repetitiv. Die als monolithisch und kompromisslos beschriebene Musik wird von der Band mit ausgeprägten Verzerrungen gespielt. Auf ihrem Album In the Lair of Lucid Nightmares spielt die Band von gemäßigt düsteren Atmospheric Doom über Ambient und Blackened Death Metal bis zu Drone Doom. Langsam und verzweifelt wirke die Musik, wobei leichtere Augenblicke die Aufmerksamkeit beim Hören aufrechterhielten.

„Schleppende Riffs entfalten sich widerstrebend inmitten von Rückkopplungsquietschen. Depressive Drums gehen in einem einsamen Hagel von Beats unter, während schwermütige Melodien auf der Suche nach einem Hoffnungsschimmer sind, nur um von der düsteren Masse des Großteils der Musik wieder heruntergezogen zu werden. Pissboiler handeln von Dunkelheit, Verzweiflung und Horror; hier gibt es keine Hoffnung.
Die tiefen Growls des Sängers sind monströs und saugen alles Licht ein. Es ist leicht, sich in ihren pechschwarzen Tiefen zu verlieren.“

## Diskografie
- 2015: Demo 1 (Demo, It Lives in the Woods Records)
- 2017: Monolith of Depression (Single, Selbstverlag)
- 2017: Deveikuth / Pissboiler (Split-Album, Doomsayer Records)
- 2017: In the Lair of Lucid Nightmares (Album, Third I Rex)
- 2018: Att med kniv ta en kristens liv (EP, Weird Truth Productions)